# Ієн Саймонс
Ієн Саймонс (англ. Ian Symons, 14 травня 1980) — південноафриканський хокеїст на траві.
Учасник Олімпійських Ігор 2004, 2008 років.